# Artur Levi
Artur Levi (* 28. August 1922 in München; † 27. Mai 2007 in Göttingen) war ein deutscher Hochschullehrer und zweimal Oberbürgermeister der Stadt Göttingen.

## Leben
Artur Levis Eltern waren das Kaufmannsehepaar Heinrich (1878–1939) und Else Levi (1887–?), das 1912 in Straßburg geheiratet hatte. Levi hatte eine ältere Schwester, Rosa Emmy, die 1912 geboren wurde, und zwei ältere Brüder, die 1914 und 1919 zur Welt kamen. Seit 1919 war der Vater, der seit 1898 in München lebte, Inhaber der Firma Wiener & Co., die mit Textilwaren, Konfektion und Möbeln handelte. Das Geschäft in der Münchner Dienerstraße musste in Folge der Novemberpogrome 1938 schließen.
Nach dem Besuch einer Jüdischen Volksschule und der Oberrealschule (heute: Gymnasium) war Levi gezwungen, mit 15 Jahren 1937 ins Exil nach London zu gehen und dort ein Internat zu besuchen. Anschließend arbeitete er als Büroangestellter an der Metallbörse London, dann fünf Jahre in einem Feinmechanik-Betrieb. Seine Mutter Else emigrierte am 7. März 1939 aus Deutschland – einen Tag, nachdem ihr Gatte Suizid begangen hatte.
Von 1941 an beteiligte sich Artur Levi im Londoner Exil im Widerstand gegen das NS-Regime. Als aktives Mitglied der Labour Party engagierte er sich in den Jahren 1944 und 1945 im Internationalen Sozialistischen Kampfbund (ISK).

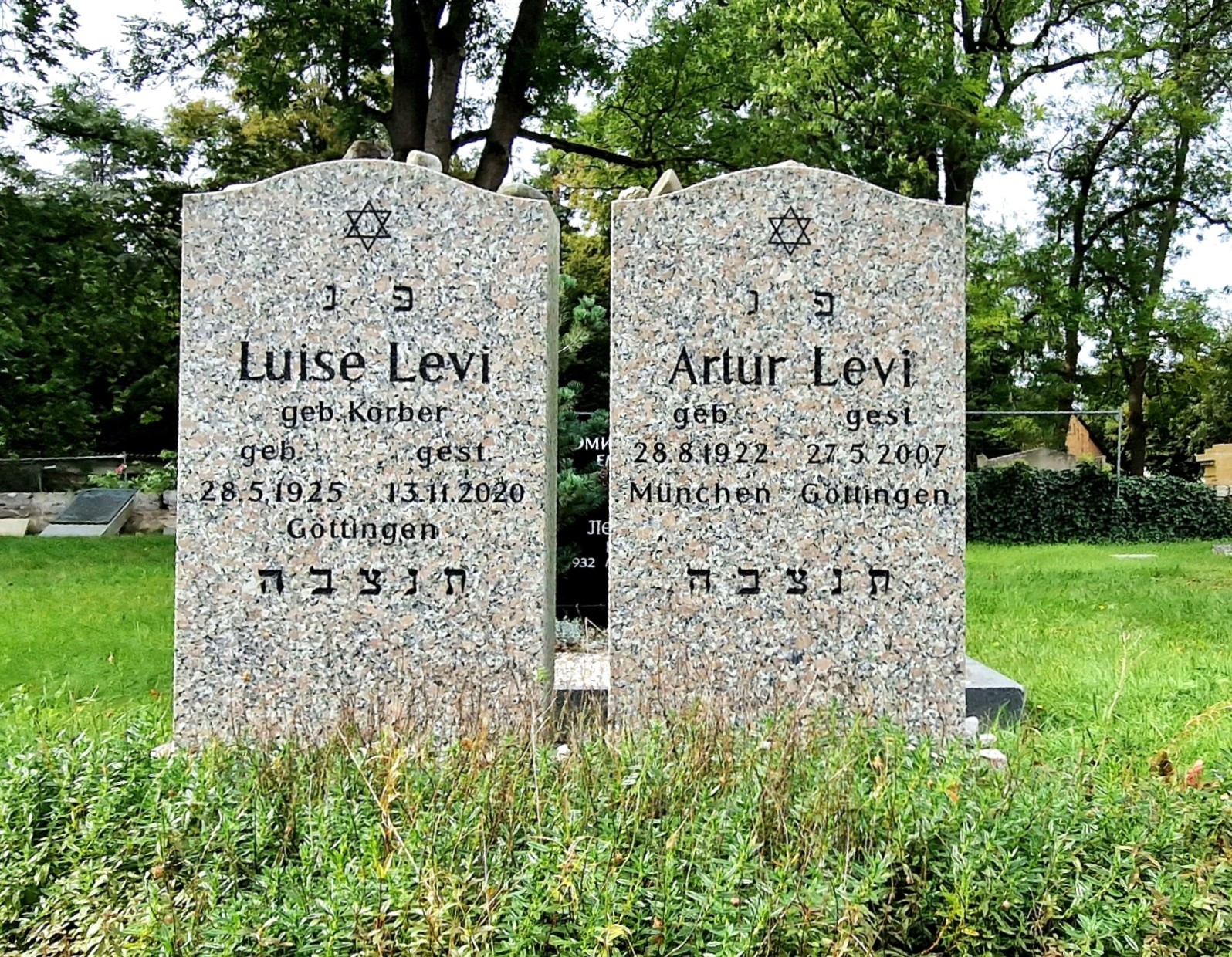
Grabsteine Artur Levi und Luise Levi auf dem Jüdischen Friedhof Göttingen

Levi kehrte 1946 nach Deutschland zurück und lebte seitdem in Göttingen. Bis 1950 arbeitete er als Gewerkschaftssekretär, begann dann das Lehrerstudium an der Pädagogischen Hochschule und war von 1951 bis 1961 als Volksschullehrer tätig.
1961 bis 1985 lehrte er Politikwissenschaft und Sozialkunde an der Göttinger Pädagogischen Hochschule und war dort Studienleiter und Dozent für Politikwissenschaft und Sozialkunde.
Seit 1956 war Artur Levi SPD-Mitglied, dann Ratsherr in Göttingen und über sechzehn Jahre SPD-Fraktionsvorsitzender. Unter ihm wurde die Sozialdemokratische Partei führende kommunalpolitische Kraft in Göttingen. In den Jahren 1973–1981 sowie 1986–1991 war Levi ehrenamtlicher Oberbürgermeister (neben dem hauptamtlichen Oberstadtdirektor).

## Ehrungen
- Ehrendoktor der Erziehungswissenschaften an der Universität Göttingen (31. Januar 1992)[1]
- Ehrenbürger der Stadt Göttingen (23. November 1993)[4] Die ihn würdigende Rede hielt Ingeborg Nahnsen.[5]
- Kavalierskreuz des Verdienstordens der Republik Polen (21. November 1995)[2]
- Benennung des Campus der Beschäftigungsförderung Göttingen in „Artur-Levi-Campus“ (2022, zum 100. Geburtstag)[6][7]

## Mitgliedschaften
- Philosophisch-Politische Akademie, Bonn
- Vorstandsmitglied der Gesellschaft für Christlich-Jüdische Zusammenarbeit Göttingen[8]
- Gesellschaft für Christlich-Jüdische Zusammenarbeit, Berlin

## Schriften
- Exodus Professorum, Akademische Feier zur Enthüllung einer Ehrentafel für die zwischen 1933 und 1945 entlassenen und vertriebenen Professoren und Dozenten der Georgia Augusta am 18. April 1989 (mit Beiträgen von Norbert Kamp und Artur Levi und ausgewählten Zeugnissen aus Briefen und Dokumenten der entlassenen Professoren). In: Göttinger Universitätsreden, Band 86. Vandenhoeck & Ruprecht, Göttingen 1989, ISBN 3-525-82640-0
- Christian Graf von Krockow, Artur Levi (Hrsg.): Die Sowjetunion und ihr Bildungswesen. Bericht einer Studienreise. Göttingen 1965, S. 41–46, 57f.
- 1873-2003. 130 Jahre Sozialdemokratie in Göttingen. Herausgegeben von Klaus Wettig, mit Beiträgen von Karl Drewes, André Förster, Helga Grebing, Horst Henze, Rolf-Georg Köhler, Artur Levi, Frank Möbus, Horst Helmut Möller, Adelheid von Saldern, Oliver Schael, Lucinde Sternberg, Gerhard Ströhlein, Hannah Vogt sowie „historischen“ Vorworten von Willy Brandt und Gerhard Schröder. Verlag „Die Werkstatt“, ISBN 3-89533-440-5
- Ehrenpromotion Artur Levi. Akademischer Festakt im Fachbereich Erziehungswissenschaften am 31. Januar 1992. Herausgegeben vom Dekan des Fachbereichs Erziehungswissenschaften der Universität Göttingen. Mit Beiträgen von Dietrich Hoffmann, Horst Kuss und Artur Levi. Universität Göttingen, Fachbereich Erziehungswissenschaften, 1992